# Entre dos palacios
Entre dos Palacios (1956, Bayn al-Qaṣrayn, original en árabe: بين القصرين ) es la primera novela de la Trilogía de El Cairo del escritor egipcio Naguib Mahfuz. La Trilogía constituye el final de la etapa realista del escritor, la cual inició en 1945 con la novela El Cairo Nuevo (al-Qāhira al-ŷadīda). 
La trama de Entre dos Palacios se desarrolla en El Cairo, y abarca un periodo histórico entre 1917 y 1919. Este periodo comprende acontecimientos como el final de la Primera Guerra Mundial la Revolución egipcia de 1919 y el surgimiento del Wafd y su proyecto nacionalista egipcio.
El título de la novela se refiere a la calle donde habita la familia Abd al-Yawwad, protagonista de la historia. Esta calle se ubica en El Cairo viejo o el Cairo fatimí. La calle de Bayn Qasrayn fue la primera de la ciudad de El Cairo, pues era la que separaba los dos palacios de los gobernantes del Califato fatimí. Cuando los palacios fueron destruidos, la calle que los dividía conservó su nombre.

## Resumen de la trama

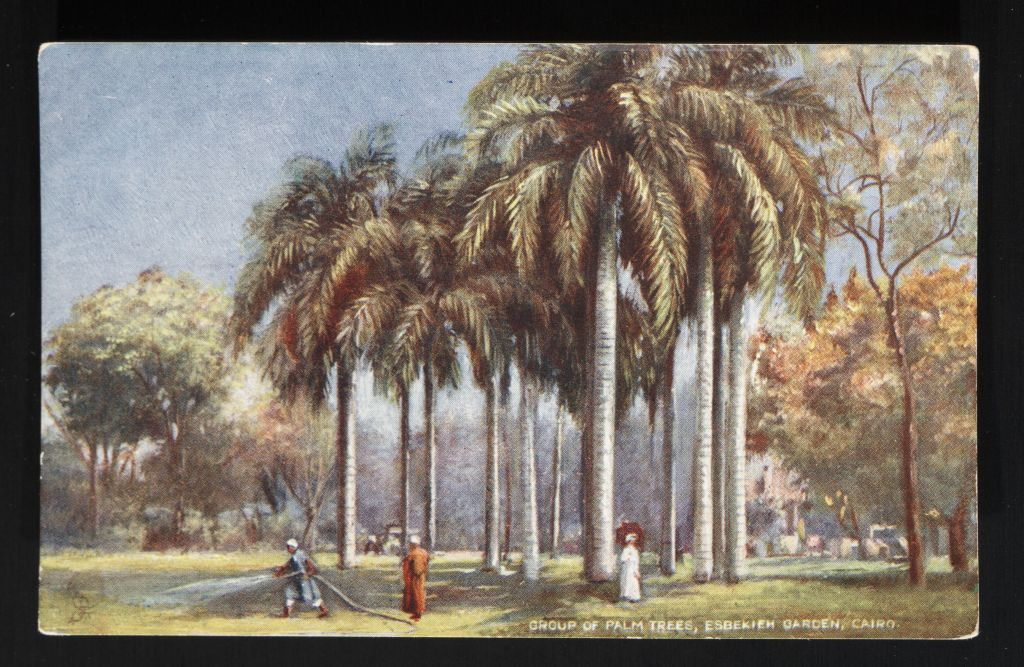
Palmeras altas, con algunas personas paseando cerca de ellas.

Entre dos Palacios narra la vida cotidiana de la familia Abd al-Gawwad, y se centra en la primera y segunda generación de esta familia cairota de clase media. Sus protagonistas son el Señor Ahmad Abd al-Gawwad, su esposa Amina, sus tres hijos Yasín (hijo de un matrimonio previo), Fahmi y Kamal y sus hijas Jadiga y Aisha.
Los Abd al-Gawwad son una familia con valores tradicionales: el padre es autoritario, la madre sumisa y los hijos obedecen los mandatos del padre. El Señor Ahmad se dedica al comercio, ya que posee una tienda de comestibles, y vive una doble vida. En casa se comporta con seriedad y dureza hacia sus hijos y esposa, pero en público, entre sus amigos, es el alma de la fiesta y mantiene relaciones amorosas con cantoras.
Yasín trabaja como funcionario. Fahmi estudia en la universidad y Kamal cursa la primaria. La madre y sus dos hijas tienen prohibido salir de casa y se ocupan de las labores domésticas. Ya avanzada la novela, Jadiga y Aisha se casan con los hermanos Shawkat y se van a vivir a la calle de al-Sukkariyya (La Azucarera).
La novela concluye con una tragedia familiar. Fahmi, joven estudiante de derecho, muere asesinado mientras participaba en una manifestación pacífica que celebraba el regreso del líder nacionalista Saad Zaghloul exiliado en Malta.
La novela describe la sociedad del antiguo régimen de El Cairo con una gran exactitud en los detalles de las costumbres familiares y sociales. También es notable el estudio de los caracteres de los principales personajes, quizá con la excepción de Fatmi, que es el menos perfilado y en el que Kamal, el hijo pequeño, hace de hilo conductor de las anécdotas de la trama. Una vez descrita esta sociedad injusta pero estable, el autor aborda la crisis de la misma debida a la Revolución egipcia de 1919 y los efectos de la ocupación inglesa de las calles de la ciudad. Todo lo que parecía destinado a persistir es puesto en cuestión por las tensiones sociales y políticas. También el equilibrio familiar se ve afectado por las limitaciones de movimientos y por las diferentes posiciones políticas de los personajes. El nuevo orden social se va imponiendo poco a poco pese a la resistencia de autoridad familiar. Al final la tragedia hace acto de presencia y la estructura familiar, ya fragmentada por los matrimonios de las hijas, se desvanece. En la crónica realista de este tránsito de una sociedad a otra no hay nostalgia del pasado pero tampoco hay esperanza de que el futuro será mejor. Solo una crónica de la vida tal como es.
Como novela histórica narra de una forma brillante la lucha del pueblo egipcio en 1919 por recuperar su independencia, perdida tras la construcción del canal de Suez, la intervención económica del país a finales del siglo XIX, por Francia e Inglaterra para proteger exclusivamente a sus inversores, la reacción nacionalista a este expolio y la posterior ocupación efectiva por tropas inglesas para asegurar la ruta naval a la India, la joya de su imperio colonial. Toda esta parte está narrada de una forma magistral, sin posicionarse, sin darnos a entender sus preferencias sino haciendo uso de una gran imparcialidad.